# Wafaa el-Saddik
Wafaa el-Saddik (arabisch وفاء الصديق, DMG Wafāʾ aṣ-Ṣadīq; * 1950) ist eine ägyptische Ägyptologin.
Wafaa el-Saddik studierte Ägyptologie an der Universität Kairo. Nach ihrem B.A. 1972 wurde sie Mitarbeiterin der ägyptischen Antikenverwaltung. 1978 setzte sie ihr Studium an der Universität Wien fort, wo sie 1983 promoviert wurde. Von 2004 bis 2010 war sie Generaldirektorin des Ägyptischen Museums in Kairo. Ihr Vorgänger war der ehemalige Minister für Altertümer in Ägypten, Mamdouh el-Damaty (Mamdu al Damati).
Im Zusammenhang mit ihrer wissenschaftlichen Arbeit gab sie auch starke Impulse zur Etablierung von museumspädagogischen Angeboten für die Museen in Ägypten. So initiierte sie die Einrichtung des Kindermuseum des Ägyptischen Museums Kairo.
El-Saddik ist seit 1989 mit dem Ägypter Azmy El Rabbit verheiratet, der in Köln eine Apotheke betrieb. Das Paar lebte mit seinen zwei Söhnen bis 2003 in Köln. Wafaa el-Saddik hat auch nach ihrer regulären Pensionierung 2010 eine Wohnung in Kairo. Am 21. September 2014 erhielt sie im Rahmen eines Empfangs in der Deutschen Botschaft Kairo das Bundesverdienstkreuz 1. Klasse.

## Schriften (Auswahl)
- Twenty-sixth dynasty necropolis at Gizeh. An analysis of the tomb of Thery and its place in the development of Saite funerary art and architecture. Afro-Pub, Wien 1984 Volltext (PDF; 19,8 MB)
- Kindermuseen für Ägypten: Studie zur Einrichtung von Kindermuseen und Museumspädagogischen Abteilungen in den Museen Ägyptens. Kairo/Köln 1989.
- mit Rüdiger Heimlich: Es gibt nur den geraden Weg. Mein Leben als Schatzhüterin Ägyptens. Kiepenheuer & Witsch, Köln 2013. ISBN 978-3-462-04535-2 (Autobiographie).